# Hörgárbyggð
Hörgárbyggð è un ex-comune islandese della regione di Norðurland eystra. Nel 2010 è stato unito a Arnarnes per formare il nuovo comune di Hörgársveit.

## Società

### Evoluzione demografica
Come per molti comuni fuori delle regioni a sud-ovest lo sviluppo  della popolazione viene registrato solo dopo una diminuzione o un ristagnamento.